# Listă de formații garage rock
Aceasta este o listă de formații garage rock.

## Formații din prima perioadă (1963-67)
- The 7 Dwarfs (Norvelt, Pennsylvania)[1]
- 13th Floor Elevators

### A
- The Aardvarks (Muskegon, Michigan)[2][3]
- The Abandoned (Chicago, Illinois)[4]
- Abdullah's Regime (New Zealand)[5]
- The Ace of Cups (all female group)
- The Actioneers[6]
- The Alarm Clocks (Parma, Ohio)[7][8]
- The Allman Joys
- Alva Starr (Louisiana)[9][10]
- The Amberjacks (Baldwin, New York)[11][12][13]
- The Angry[14]
- The Apollos (Maclean, Virginia)[15][16]
- The Atlantics
- The Attic Sounds (Silverspring, MD)[17]
- The Avalons (Taccoa, Georgia)[18]
- The Avengers (Bakersfield, California)[19]
- The Aztex (Gary, Indiana)[20][21]

### B
- Baby Huey & the Babysitters
- The Bad Boys (Frederick, Maryland)[22][23][24]
- The Bad Roads (Lake Charles,Louisiana)[25][26][27][28][29]
- The Bad Seeds (Corpus Christi, Texas)[30][31]
- The Bad Seeds (Kilgore, Texas)[32]
- The Balloon Farm
- The Banshees (Chicago,Illinois)[33][34]
- The Barbarians
- The Bards (Fort Worth, Texas)[35][36]
- The Barracudas[37]
- The Bats (Narberth, Pennsylvania)[38]
- The Baytovans (San Leandro, California)[39][40]
- The Beach Nuts (Point Pleasant Beach, New Jersey)[41][42]
- The Beatin' Path (Reading, Pennsylvania)[43][44]
- The Beatniks (Brazil)[45][45][46]
- The Beau Brummels
- The Beau Gens (Lansing, Michigan)[47]
- The Bedlam Four (Hastings, Minnesota)[48][49][50][51][52]
- The Bedlam's Offspring[53][54]
- The Beefeaters (Dallas, Texas)[55][56]
- The Bees (Covina, California)[57][58][59]
- The Bends[60]
- The Benders (Menominie, Wisconsin)[61]
- The Better Half Dozen (New Orleans, Louisiana)[62][63]
- Billy & The Kids (East Wenatchee, Washington)[64]
- The Birdwatchers
- The Bitter Creek (Georgia)[65][66]
- The Black Diamonds (Lithgow, Australia)[67][68]
- The Blox (Houston, Texas)[69][70][71]
- Blues Magoos
- Bohemian Vendetta (Long Island, New York)[72][73][74]
- The Bojax (Greenville, South Carolina)[75][76][77]
- The Bold (Springfield, Massachusetts)[78][79]
- The Bootmen (Tacoma, Washington)[80]
- The Breakers (Tucson, Arizona)[81]
- Bobby Brelyn (Chicago, Illinois)[82][83]
- The Briks (Lubbock/Dallas/Denton, Texas)[84][85]
- The Brogues
- The Bruthers (New York)[86][87][88]

### C
- The Calico Wall[89]
- The Castaways
- The Charlatans (American band)
- The Chimney Sweeps (Melbourne, Australia)[90][91]
- The Chocolate Watch Band
- The Choir
- Clear Light
- Ray Columbus & the Invaders
- The Continental Co-ets (all female group)
- Count Five
- The Creatures, (Australia)[92]
- The Critters
- The Cryan Shames (Chicago, Illinois)

### D
- The D-Men
- The Dagenites[93][94]
- The Dearly Beloved[95]
- Th Del-Tino's[96]
- The Del-Vetts/The Pride and Joy
- Dino, Desi and Billy
- The Doughboys (New Jersey band)
- The Dovers

### E
- The Electric Prunes
- The Equals
- Ernie and the Emperors
- Evil (band)
- The Esquires (Cincinnati, Ohio)[97]

### F
- The Feminine Complex (all female group)
- The Fifth Estate (band)
- First Crow to the Moon (New York, New York) (w/ Chris Stein, later of Blondie)[98]
- The Five Americans

### G
- The Gants
- The Gestures
- The Glass Candle (Milwaukee, Wisconsin)[99]
- Goldie & The Gingerbreads (all female group)
- The Golliwogs
- Gonn
- The Great Society (band)
- Green Fuz
- The Grodes/The Tongues of Truth

### H
- The Haunted
- The Heart Beats (all female group)
- The Hesitations[96]
- The Hombres
- The Human Beinz
- The Human Expression
- Hunger

### I
- The Ides of March (Chicago, Illinois)
- The Ides of March (Essexville, Michigan)[100]
- The Iguanas[101]
- The Index (Grosse Point, Michigan)[102] [103]
- The Inner Thoughts[104]

### J
- The JuJus[105]

### K
- Kenny And The Kasuals
- The Kingsmen
- The Kinks
- The Knickerbockers
- Terry Knight and the Pack (later Grand Funk Railroad)

### L
- The La De Das
- The Leaves
- The Litter
- The Liverpool Five
- The Livin' End/The Living End (Abilene, Texas)[106][107]
- The Liv'in End (sometimes misspelled The Livin' End) (Burkburnett/Wichita Falls, Texas)[108][109]
- Los Saicos
- Love
- The Luv'd Ones (all female group)
- The Loved Ones (Australia)

### M
- The Magic Mushrooms (Pennsylvania)
- The Masters Apprentices
- The McCoys
- The Merry-Go-Round
- Michael and the Messengers
- Thee Midniters
- Milan the Leather Boy
- The Missing Links
- Los Mockers (Uruguay)
- The Mojo Men
- The Monks
- The Montells (Miami, Florida)[110][111][112]
- Mouse and the Traps
- The Moving Sidewalks
- Mr. Lucky and the Gamblers
- The Music Explosion
- The Music Machine
- The Mystery Trend
- The Mystic Tide

### N
- The Nightcrawlers (Florida)

### O
- The Other Half
- The Outcasts (Texas band)
- The Outsiders
- The Outsiders (Dutch band)

### P
- The Palace Guard (Los Angeles, California)[113]
- The Palace Guards (New Orleans, Louisiana)[114]
- Paul Bearer & The Hearsemen
- Paul Revere & the Raiders
- The Paupers
- The Pentagons (New London, Connecticut)[115]
- The Pink Finks
- The Pleasure Seekers (all female group)
- The Pleazers
- The Premiers
- The Pretty Things
- the Purple Hearts
- Purple Vision (San Angelo, Texas)[116]

### Q
- Q65 (band)
- Question Mark and the Mysterians

### R
- The Rabble (Canada)[117]
- The Rationals
- The Remaining Few (San Angelo, Texas)[118][119]
- The Remains
- The Repossessors
- Rick's Continentals
- The Rising Storm
- Richard and the Young Lions
- The Rivieras
- The Rondells (Detroit Michigan)[120]
- The Ruddy Turnstones (Troy, Ohio)

### S
- Los Saicos
- Sam the Sham & the Pharaohs
- Satan and the D-Men[121]
- The Seeds
- The Shadows of Knight
- The Shaggs (all female group)
- Los Shakers (Uruguay)
- The Shanes (Sweden)
- The Shaynes (Lancaster Pennsylvania)[122][123]
- Sir Douglas Quintet
- S.J. & The Crossroads (Beaumont, Texas)[107][124]
- The Sloths (Los Angeles, California)[125][126]
- Somebody's Children (San Leandro, California)[127]
- Somebody's Chyldren (Los Angeles, California)[128]
- The Sonics
- Sons of Adam
- The Soul Benders (Grand Rapids, Michigan)[129]
- The Sparkles
- The Spats
- The Squires
- The Standells
- The Strangeloves
- Strawberry Alarm Clock
- The Swamp Seeds (New Jersey)[130]
- Syndicate of Sound

### T
- The Tempests
- Them
- The Third Bardo
- The Throb
- The Todes (Provo, Utah)[131]
- Tommy James & The Shondells
- The Trashmen
- The Troggs
- The Troyes

### U
- The Ugly Ducklings (Toronto, Ontario)
- The Undertakers (Florida)[132]
- Unrelated Segments

### V
- The Vagrants
- The Vejtables
- The Velvet Underground

### W
- The Wailers
- The Weeds
- We the People
- The Wild Cherries, (Australia)[133]
- The Woolies

### Z
- The Zakary Thaks

## Formații din perioada a doua (1967–1979)
Formațiile listate aici adesea sunt considerate garage rock, dar de asemenea sunt catalogat și în alte genuri cum ar fi punk, psychedelia, blues rock, power pop, hard rock, bubblegum, glam, prog rock, protopunk, art rock sau chiar heavy metal.
- Amboy Dukes
- The Balloon Farm
- Blues Project
- Bubble Puppy
- Captain Beefheart and the Magic Band
- The Charlatans
- December's Children
- DMZ
- The Electric Eels
- Flamin' Groovies
- The Frost
- The Golden Cups
- The Lollipop Shoppe
- Love
- Lyme and Cybelle
- Max Frost and the Troopers
- MC5
- Mind Garage
- The Nazz
- New York Dolls
- The People
- The Pleasure Seekers/Cradle
- Professor Plum
- The Ramones
- The Rationals
- Sagittarius
- She
- SRC
- The Stooges
- The Shams
- Thor's Hammer
- The Uniques
- The Velvet Underground
- We the People

## Formații garage rock revival (1980-prezent)
- 22-20s
- 1313 Mockingbird Lane
- The 5.6.7.8's
- The 69 Eyes (until Wrap Your Troubles In Dreams)
- The A-Bones
- Arctic Monkeys
- The Bam Balams
- Bantam Rooster
- All Tomorrow's Parties
- Bass Drum of Death
- Be Your Own Pet
- The Bellrays
- Bikeride
- The Black Box Revelation
- The Black Angels
- The Black Keys[134]
- Black Lips
- Billy Childish
- The Blueskins
- Blood Red Shoes
- The Bogeymen
- The Buff Medways
- The Blue Van
- The Cannibals
- Capsula
- Carbon/Silicon
- The Charms
- Cheap Freaks
- The Chesterfield Kings
- Chikita Violenta
- The Clarks
- Clinic
- Compulsive Gamblers
- Coachwhips
- The Cramps
- The Cybermen
- The Cynics
- The D4
- The Datsuns
- Death From Above 1979
- Dead Moon
- The Dead Weather
- Deerhunter
- Deja Voodoo
- The Detroit Cobras
- The DHDFD's
- The Dirtbombs
- Dublin Duck Dispensary
- Eagles of Death Metal
- Electric Frankenstein
- Thee Exciters
- The Fades
- The Flaming Sideburns
- The Fleshtones[134]
- Flying Shuttle
- Fortune And Maltese
- Foxboro Hot Tubs
- Franz Ferdinand
- The Fratellis
- The Frumpies
- Fury
- The Fuzztones
- Gas Huffer
- Girl Trouble
- The Gondoliers
- The Gories[134]
- The Greenhornes
- The Gruesomes
- Guitar Wolf
- Gun Club
- Harlem
- Thee Headcoats
- Heartless Bastards
- The Hellacopters
- The Hives
- Hollywood Sinners
- The Horrors
- The (International) Noise Conspiracy
- Japandroids
- Jay Reatard
- Jet
- The Jim Jones Revue
- Jupiter 2
- The Kills
- King Khan
- The King Khan & BBQ Show
- Kings of Leon
- The Knux
- The Larksmen
- The Last Drive
- The Launderettes
- The Libertines
- Steve Lieberman
- The Light Brigade
- Los Dynamite
- Los Peyotes
- Lyres[134]
- Magneta Lane
- Mando Diao
- Mark Sultan
- Thee Michelle Gun Elephant
- Thee Mighty Caesars
- The Milkshakes
- The Miracle Workers
- Mondo Topless
- The Monolators
- The Mooney Suzuki
- The Morlocks
- Moving Units
- Muck and the Mires
- Mudhoney[134]
- The Muffs
- The Mummies
- The Murder City Devils
- Nevada Smith
- Nobunny
- The Nomads
- Oblivians
- Potty Mouth
- The Operation M.D.
- Thee Oh Sees
- The Pandoras
- The Phantom Creeps
- Phantom Planet
- Plan 9
- The Pomeranians
- Psychotic Reaction
- The Priscillas
- The Prisoners
- Pussy Galore
- The Raconteurs
- The Reatards
- Reigning Sound[134]
- The Revellions
- Rocket From The Crypt
- Ty Segall
- Thee Shams
- Shrubs
- Shrubs - USA
- Silent Border
- The Sick Rose
- S*M*A*S*H
- Soledad Brothers
- The Sound Explosion
- The Spits
- The Static Jacks
- The Stems
- The Stepford Husbands
- The Stomachmouths
- The Strokes
- The Subways
- Stupidity
- Surf Trio
- The Temper Trap
- The Things (band)
- The Three 4 Tens
- Tokyo Police Club
- Ty Segall
- U.I.C.
- The U-Men
- The Urges
- The Vaccines
- The Vines
- Violent Femmes
- The Von Bondies
- The Walkmen
- Wavves
- Weezer
- The Whigs
- The White Stripes[134]
- The Willowz
- Yeah Yeah Yeahs[135]
- The Young Knives
- The Young Veins
- The Young Werewolves